# Philo (Illinois)
Philo – wieś w Stanach Zjednoczonych, w stanie Illinois, w hrabstwie Champaign.